# Rolf Riekher

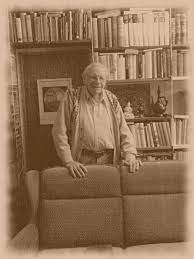
Rolf Riekher in seinem Empfangszimmer 2007 vor der Tür zu seiner Sternwarte im Bücherregal.

Rolf Riekher (* 13. Mai 1922 in Schwerin; † 6. August 2020) war ein deutscher Optiker und Unternehmer. Er gilt als Miterfinder der Gleitsichtgläser und stellte 1953 die weltweit erste Gleitsichtbrille her.

## Leben und Wirken

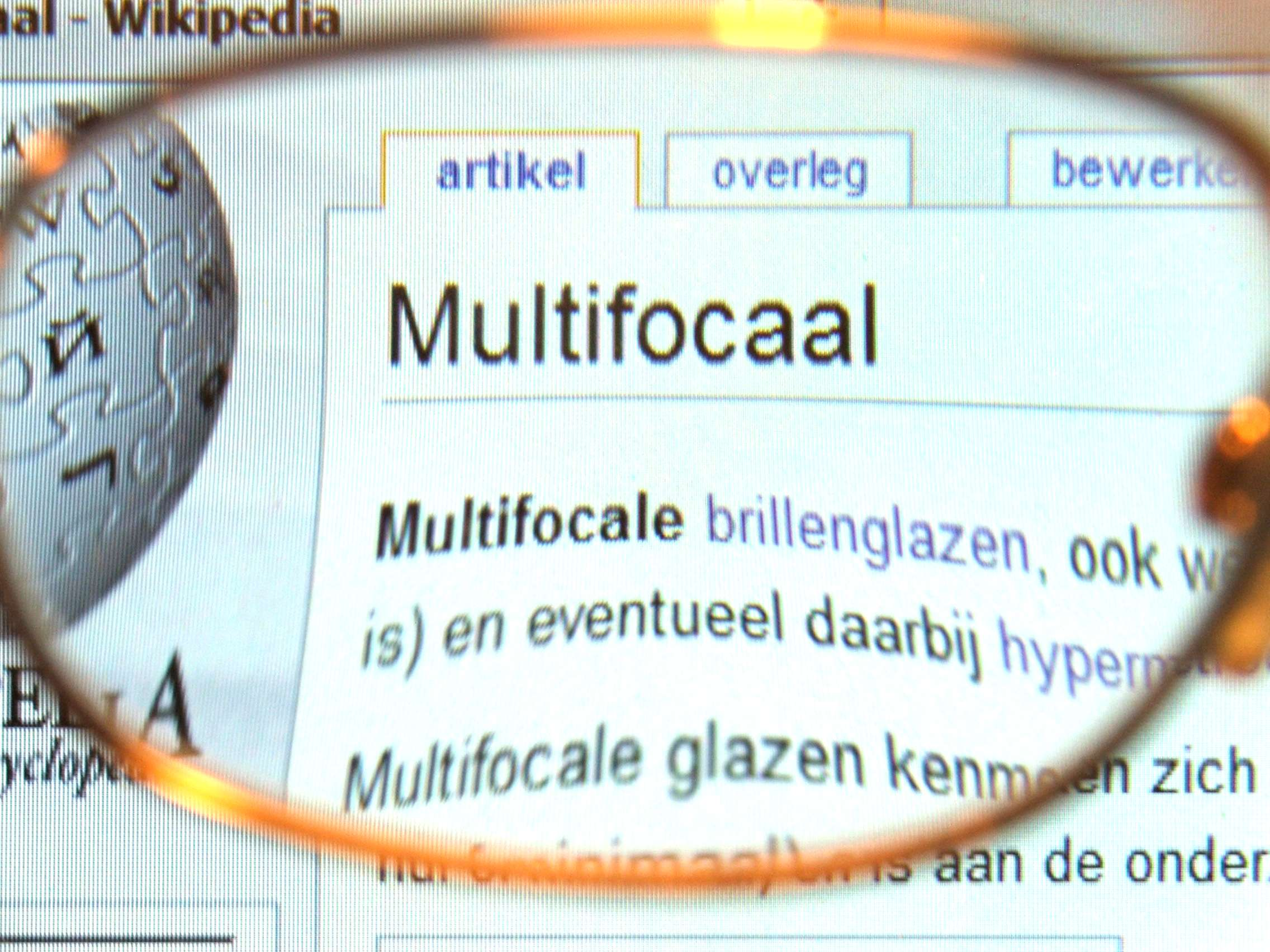
Sicht durch eine Gleitsichtbrille, die weltweit erstmalig von dem Miterfinder Rolf Riekher hergestellt wurde

Riekhers Vater war ein ursprünglich aus Württemberg stammender, in Schwerin angesiedelter Stein- und Offsetdrucker. Seine Mutter Marta Schmidt, eine Krankenschwester stammt aus Schwerin. Seinen Schulbesuch von 1928 bis 1938 schloss Riekher am 31. März 1938 mit der mittleren Reife ab. Eine erfolgreiche Augenoptikerlehre bei der Firma Fr. Krille, Optische Anstalt in Schwerin beendete er am 19. Oktober 1941. Krankheitsbedingt wurde er nicht in den Krieg eingezogen und konnte somit bis Oktober 1946 in seiner Lehrfirma als Augenoptikergehilfe arbeiten. Nebenher betätigte er sich als Theaterfotograf und belieferte am Folgetag die Presse.

### Brillenoptik und optische Forschung
Nach Kriegsende – bedingt durch Kriegsschäden und somit die Knappheit von Brillengläsern – machte er sich selbstständig, baute – da es keine zu kaufen gab – auch eigene Maschinen und stellte in Schwerin-Zippendorf selbst Brillengläser und Linsen her. Er beschäftigte in seiner »Optische Schleiferei Schwerin« bis zu acht Mitarbeiter und  belieferte mehr als 50 Optiker mit Brillengläsern.
Da sein eigentliches Interesse, statt der Brillenoptik, wo er sehr gute Arbeit leistete, der Feinoptik galt, erhielt er Aufmerksamkeit von Ernst Lau, der ihn in seiner optischen Schleiferei besuchte. Lau holte Riekher nach Berlin-Karow in sein privates optisches Laboratorium, das ab 1948 der Akademie der Wissenschaften zu Berlin angeschlossen war. Ab dem 1. November 1951 war er Mitarbeiter des Optischen Laboratoriums in Berlin und richtete in Berlin-Karow, Busonistraße 27, eine optische Werkstatt ein – wobei er seine geeigneten Maschinen aus Schwerin zur Herstellung von Spezialoptik mitbrachte. Später zog er mit seiner Werkstatt ins Institut nach Berlin-Adlershof und das Institut wuchs rasch.
Am 4. Januar 1953 regte Lau, der inzwischen an Alterssichtigkeit litt, Riekher an, statt bisher üblicher Zweistärkenbrillen „eine Brille mit einem stetigen Übergang von der Ferne zur Nähe und mit einem ungestörten Gesichtsfeld“ herzustellen. Die Konzeption und Lösungsvorschläge gingen zügig vonstatten und noch bereits im Januar und März wurden gemeinsame Patente angemeldet, für ein „Brillenglas mit gleitender Dioptrienzahl“ gewählt. Noch im gleichen Jahr wurden erste Gleitsichtgläser hergestellt und erprobt. Laut dem optic alliance brandenburg berlin e.V. (OABB) war Riekher Inhaber von 24 Patenten auf den Gebieten der Asphärenoptik, Interferometrie, optische Bearbeitungsmaschinen sowie Laser- und Messtechnik.

### Der Meister der Fernrohre-Meister
Internationale Berühmtheit erlangte der sanftmütige Optiker allerdings vor allem in Kreisen von technikhistorischen Forschungen. Sein erstes, in der Freizeit um 1950 kompiliertes Wissen zur Geschichte der Teleskope war bereits 1957 unter dem Titel "Fernrohre und ihre Meister" verlegt worden. Was eigentlich nur eine Anekdote für das Jubiläum eines Forschungskollegen sein sollte, entwickelte sich im Laufe von Jahren und Jahrzehnten zu einem beachtlichen Spezialwissen. Eine Neuauflage geriet 1990 in die Umbruchzeit der deutsch-deutschen Wiedervereinigung, erhielt aber nicht zuletzt auch bei einem Symposium der amerikanischen Antique Telescope Society 2012 in Hamburg und Berlin die gebührende internationale Aufmerksamkeit.

### Privates / Trivia
In den Kriegsjahren und zuvor war Riekher in Schwerin als Theater-Fotograf tätig. Die Bilder, die lange keinem Autor zugeordnet werden konnten, bis er sie als seine identifizierte, sind in "Alles begann mit Egmont" veröffentlicht.
Riekher war seit 1949 verheiratet und hatte zwei 1950 und 1951 geborene Töchter. 1952 erwarb er in der Villenkolonie Karolinenhof an der Vetschauer Allee ein Haus mit Grundstück, wo er auch einen kleinen Sternwartenturm für einen Zeiss-Refraktor 100 × 1000 errichtete.
Er gehörte zum Reise-Kader der Akademie der Wissenschaften und war dadurch wiederholt in der Mongolei. Nicht nur hatte er eine private Sammlung von Steinen, die er von seinen Reisen mitbrachte, sondern er sprach auch fließend mongolisch.

## Ehrungen
Am 23. Januar 1958 erhielt er als Nichtakademiker von der Deutschen Akademie der Wissenschaften zu Berlin die Berufsbezeichnung Ingenieur. Ebenfalls erhielt er im selben Jahr die Auszeichnung Verdienter Erfinder. 1978 wurde ihm im Kollektiv der Nationalpreis der DDR verliehen und am 8. Juni 2001 wurde er von der Deutsche Gesellschaft für angewandte Optik (DGaO) in Göttingen als Ehrenmitglied aufgenommen. Im Februar 2010 wurde ihm vom damaligen Staatssekretär der Berliner Senatsverwaltung für Wissenschaft und Forschung Hans-Gerhard Husung der Verdienstorden der Bundesrepublik Deutschland überreicht.
Der 1990 von Freimut Börngen entdeckte Kleinplanet wurde 2007 anlässlich Riekhers 85. Geburtstag ihm zu Ehren  (23472) Rolfriekher benannt.

## Werke (Auswahl)
- Rolf Riekher: Alles begann mit "Egmont" : Fotografien aus dem Mecklenburgischen Staatstheater Schwerin in den 1940er Jahren, Thomas Helms Verlag, Schwerin (2019)
- Rolf Riekher: Fernrohre und ihre Meister, Verlag Technik, Berlin (1957)